# Karangampel (Baregbeg)
Karangampel is een bestuurslaag in het regentschap Ciamis van de provincie West-Java, Indonesië. Karangampel telt 3036 inwoners (volkstelling 2010).